# Norbert Heinze
Norbert Heinze (* 13. Juni 1936 in Fürstenwalde/Spree) ist ein ehemaliger deutscher Botschafter und Diplomat.

## Laufbahn
Nach der Anerkennung der Republik Armenien im Jahr 1992 wurden diplomatische Beziehungen zwischen der Bundesrepublik Deutschland und Armenien aufgenommen. Heinze war der erste deutsche Botschafter in Armenien, der auch dort residierte. Sein Vorgänger, Günther Dahlhoff, residierte noch in Tiflis. Im Jahr 1994 zog Heinze nach Armenien in eine provisorische Unterkunft und dann nach Eriwan zum jetzigen Botschaftsstandort. Am 20. September 1995 wurde Heinze von Außenminister Wahan Papasjan das Beglaubigungsschreiben überreicht, um das Amt des Geschäftsträgers der deutschen Botschaft in Armenien zu übernehmen. Am 23. Februar 1996 erhielt er von Lewon Ter-Petrosjan das Beglaubigungsschreiben, um deutscher Botschafter in Armenien zu sein. Vor Ort organisierte er beispielsweise zusammen mit Hans Zimmerer medizinische Hilfe für Kinder, die an Leukämie erkrankt waren.
Am 29. Juni 1996 erhielt er sein Beglaubigungsschreiben von Scheich Isa bin Sulman Al Khalifa, woraufhin er deutscher Botschafter in Bahrain wurde.